# Krrabë
Krrabë là một đô thị trong quận Tirana thuộc hạt Tirana, Albania. Dân số năm 2005 là 2532 người.